# Великописарівська селищна територіальна громада
Великописарівська селищна рада — територіальна громада в Україні, в Охтирському районі Сумської області. Адміністративний центр — селище Велика Писарівка.
Площа громади — 511,4 км², населення — 10 490 мешканців (2020). Населення близько 4 тисяч мешканців (2024).

## Географія
Великописарівська територіальна громада розташована у південно-східній частині Сумської області в долині річки Ворскла в межах західних відрогів Середньоруської височини.
На території громади розташована крайня східна точка Сумської області 50 20'45 пн.ш, 35 41'37 сх.д. – на правому березі р. Братениця (6,2 км на північний схід від мосту через річку на східній околиці с.Братениця).
Найвища точка громади має висоту 211 м над рівнем моря розташована в північній її частині в межах вододільного плато на північ від с.Станичне, найнижча близько 115 м  в заплаві Ворскли околиці с.Добрянське.
Адміністративний центр громади – смт. Велика Писарівка розташоване на лівому березі річки Ворскла, за 90 км від обласного центру м. Суми. Поблизу селища розташований контрольно пропускний пункт Велика Писарівкана на кордоні з Російською Федерацією.
До складу Великописарівської селищної ради увійшли 24 населених пункти Вільненської, Дмитрівської, Добрянської, Пожнянської, Попівської, Розсошівської, Тарасівської, Ямненської сільських рад та Великописарівської селищної ради Великописарівського району, зокрема,: с. Пономаренки, с. Вільне, с. Їздецьке, с. Широкий Берег, с. Шурове, с. Станичне, с. Дружба, с. Дмитрівка, с. Олександрівка, с. Братениця, с. Шевченкове, с. Лукашівка, с. Добрянське, с. Сидорова Яруга, с. Пожня, с. Попівка, с. Лугівка, с. Стрілецька Пушкарка, с. Розсоші, с. Тарасівка, с. Ямне, с. Спірне, с. Копійки та селище Велика Писарівка.
Найвіддаленіші (відстань більше ніж 15 км.) від адміністративного центру Великописарівської селищної ради (с-ще Велика Писарівка) є села Сидорова Яруга (23 км.), Добрянське (20 км.), Тарасівка (19 км.), Пожня (18 км.), Станичне (17 км.), Братениця (17 км.), Шевченкове (17 км.), Дружба (16 км.). Найближче розташовані с. Лугівка (3 км.), с. Пономаренки (6 км.), с. Олександрівка (7 км.), с. Стрілецька Пушкарка (7 км.). Майже половина сільських населених пунктів знаходяться на відстані від 7 км. до 15 км. від адміністративного центру громади.
Відстань населених пунктів Великописарівської селищної ради від районного центру (м. Охтирка) коливається в межах 32 км — 71 км, що вказує на їх віддаленість та окреслює важливість утримання в належному стані доріг, як державного, так і місцевого значення. Відстань до м. Суми (обласного центру) характеризується середньою віддаленістю і складає від 72 км до 109 км. Територіальне розташування адміністративного центру громади, селища Велика Писарівка, визначає усереднені показники віддаленості в розрізі населених пунктів громади, як від м. Охтирка (46 км), так і від обласного центру 90,0 км.

## Історія
Велика Писарівка – селище міського типу з 1959 року, до 2020 року було центром району, з грудня 2020 року адміністративний центр Великописарівської селищної ради. Розташоване на лівому березі р. Ворскла, за 90 км від м. Суми. Територія сучасної Великої Писарівки була заселена вже в ІІ-VІ ст. На околиці селища виявлено ранньослов’янський могильник черняхівської культури, на південному заході від околиці, на березі Ворскли, виявлено також поселення бронзової та ранньої залізної доби. Наприкінці ХVІІ ст. тут знаходились хутори, які підпорядковувались одному з укріплень Бєлгородської оборонної лінії – місту Вільний. Здавна Велика Писарівка була центром народного кобзарського мистецтва на Слобожанщині. Ще в другій половині ХVІІІ ст. тут заснували притулок для сліпих бандуристів. Звідси вийшли кобзарі Є.Х. Мовчан (1898-1968), С.А. Пасюга (1962-1933), Г.С. Кожушко (1879-1924). До 80-річчя з дня народження Є.Х. Мовчана у Великій Писарівці відкрито пам’ятник.
Курган «Гостра могила» 4,0 км на південний захід від смт. Велика Писарівка. Відкритий Н. Миловановою у 1989, обстежений Є.Осадчим у 2007. Насип має висоту 7,0 м., діаметр 50 м. На момент обстеження у 2007 році курган задернований, розкопки не проводилися.
Курган «Розкопана могила». За 1,5 км. на південний захід від південно-західної околиці смт Велика Писарівка та за 3,0 км на схід від східної околиці с. Ямне в урочищі Розрита Могила. Позначений на триверстовій карті Російської імперії сер. 2-ої половини 19 ст. Виявлений Л.Білинською у 2009, обстежений Є.Осадчим у 2014. Складається з трьох курганів. Насипи округлої, напівсферичної форми. Курган-1 має діаметр 34 м. і висоту 1,0 м. Курган-2 має діаметр 34 м. і висоту 0,5 м. Курган - 3 має діаметр 40 м. і висоту 1,3 м.
Городище пізньосередньовічне. Залишки містечка Вольний (археол). Східна околиця села, ліворуч траси Суми - Велика Писарівка. Займає мисоподібний виступ правого корінного берега річки Ворскла. Поверхня майданчика рівна, має пониження 3,0 - 4,0 м. в бік заплави. Виявлене та обстежене у 2004 Є.Осадчим та О.Коротею. Городище має прямокутну форму, орієнтоване за сторонами світу, по периметру укріплене валом та ровом.
Найпотужніші укріплення з північного (напільного) боку. Тут вал має ширину 6,0 м. та висоту 2,0 м., а рів - глибину 3,0 м. та ширину 14 - 15 м. у верхній частині. Східна частина рову поступово переходить у яр. Зі східного боку городище не має укріплень. Воно захищене яром з майже прямовисними стінками глибиною до 35 м. З південного боку укріплення відходять від краю тераси та мають незначні розміри: вал шириною 2,0 - 3,0 м., висотою 0,5 м. та рів глибиною 0,5 - 0,8 м та шириною 4,0 м.
Тут при будівництві використали особливості рельєфу - підвищення було поглиблене ровом та укріплене валом. Невеликі розміри південної частини укріплень можна пояснити крутизною схилу корінного берега - на висоті до 15 м. схил має крутизну 70 - 750. До того ж городище розташоване в місці, де річка Ворскла робить поворот і має досить розгалужену систему стариць. Із західного боку городище укріплене широким (12 - 14 м.) ровом, глибиною 2,0 м. та практично зруйнованим на даний момент валом шириною 3,0 м. та висотою до 1,0 м. У місці з'єднання північної та західної стін простежується в'їзд, що складається з невисокого валу висотою до 1,0 м. та шириною 2,5 м. та рову шириною 3,0 м. та глибиною 1,5 м., що утворювали коридор, де були розташовані ворота. Практично по центру майданчика городища знаходиться курганоподібний насип, що, можливо, є залишками башти. У південній та східній частині мису виявлені дві ями лійкоподібної форми, що можуть бути залишками колодязів. Потужність культурного шару становить 0,4 м. З городища походять дрібні фрагменти димленого посуду 17 ст. Городище можна ототожнити з «городком Вольним», що був заснований 1640 воєводою Г.Бокіним та входив до Бєлгородської засічної смуги. За зведеним описом 1682 в «городе Вольном» находився гарнізон, до якого входили: «166 городовий-служби дітей боярських, 202 солдати та 20 рейтар».
Історія Великописарівщини нерозривно пов’язана з розвитком української держави. Перші згадування про село Добрянське були в 1699 році. На території сучасного села Добрянське було три населених пункти (Добрянське, Гнилівка, Підгірна). Перші поселення виникли на невеличких островках серед боліт, які оточували річку Ворсклу. Ці місця жителі називали гнилими. Звідси й пішла перша назва села. Поблизу села Добрянське виявлено рештки поселення черняхівської культури (в ХІ сторіччі).
Як свідчать залишки поселень бронзової та ранньої залізної доби, курганні могильники, які були знайдені на пагорбі неподалік села Олександрівка, територія була заселена вже в 2—5 ст. В добу неоліту (V—VII століття до нашої ери) територія області була досить густо заселена мисливсько-рибальськими племенами. Від них залишилося багато курганів, розсіяних по всій території колишнього Великописарівського району. Значна частина їх вже давно розорана і зникла безслідно. В 1932 році поховання було знайдено біля села Вільного, а в 1940 році біля Великої Писарівки. Але найбільший могильник знаходився на північ від села Олександрівка, за Ворсклою. Колись тут нараховувалось до ста   курганів. Лише одиниці з них і сьогодні нагадують про далеких жителів краю, які залишили після себе могили, що простояли тисячоліття. На піщаних пагорбах між селом Лугівкою і вулицею Пушкарська (народна назва «Пушкарка») була знайдена стоянка первісних людей. В 30 роках 20 століття поселення первісних людей було розкопано і біля села Лукашівка. Тут знаходили дрібні знаряддя праці, глиняний посуд, стріли, бронзові наконечники списа, прикраси. Більшість цих речей були представлено у Великописарівському краєзнавчому музеї. Але до наших днів вони не збереглись. Частина з них зникла під час німецько-радянської війни, частина не відомо де зникла. А деякі знахідки були передані в Сумський краєзнавчий музей. І лише дрібниці залишились у Великописарівському музеї.
У травні 2012 року в селищі Велика Писарівка відкрита картинна галерея М. Нечвоглода, заслуженого художника України, лауреата премії ім. О. Данченка, члена Національної спілки художників України. Зі свого багатого художнього надбання до новоствореної галереї митець передав понад 150 робіт. Після його смерті (2020) його дружина передала більше 200 картин у Великописарівську селищну раду, які згодом будуть розміщенні в картинній галереї.

#### Російське вторгнення в Україну (з 2022)
Внаслідок постійних обстрілів і загроз з боку російського агресора організована евакуація. "13 травня 2024 року о 09.30 від селищної ради відходить евакуаційний автобус, на якому є можливість доїхати до автовокзалу у місті Охтирка. Хто немає можливості знайти прихисток у рідних чи знайомих, обладнано місце компактного проживання у селі Грунь".
21 серпня 2024 року Президент України Володимир Зеленський своїм указом утворив Великописарівську селищну військову адміністрацію. Відповідний указ №510/2024 від 21 серпня оприлюднений на сайті глави держави. “На виконання Закону України “Про правовий режим воєнного стану” постановляю: утворити Великописарівську селищну військову адміністрацію Охтирського району Сумської області”, – ідеться у документі. Генеральному штабу Збройних Сил України, Сумській обласній державній адміністрації доручено здійснити відповідно до Закону України “Про правовий режим воєнного стану” заходи, пов’язані з утворенням військової адміністрації.

## Відомі люди. Уродженці
Жерьобкін Василь Овсійович - ( нар. 4 лютого 1921, Їздецьке — пом. 15 травня 2002) — український вчений-правознавець, доктор юридичних наук, кандидат філософських наук, заслужений працівник вищої школи УРСР, професор кафедри логіки (1996–2002) Харківського юридичного інституту.
Кожушко Григорій Семенович - (12 жовтня 1880 — 23 січня 1924) — український кобзар.
Литвиненко Володимир Іванович  -  (* 1 січня 1938, Тарасівка, Великописарівський район, сучасна Сумська область — † 12 листопада 2011, Кременчук) — заслужений лікар України, з 30 грудня 1997 року — почесний громадянин Кременчука.
Мусієнко Іван Олександрович - (23 вересня 1915 — 22 серпня 1989) — радянський військовий льотчик-штурмовик, учасник Другої світової війни, генерал-майор авіації. Герой Радянського Союзу (1945).
Митрофанов Федір Васильович - (нар. 6 серпня 1916 — пом. 4 лютого 1945) — радянський військовий льотчик, Герой Радянського Союзу (1943).
Мовчан Єгор Хомич - (19 квітня (1 травня) 1898, смт Велика Писарівка — 22 листопада 1968, Київ) — український кобзар.
Обуховський Іван Денисович - (* 25 липня 1924 — 10 січня 1989) — Герой Радянського Союзу (1944), у роки німецько-радянської війни рядовий 29-го стрілецького полку 38-ї стрілецької дивізії 40-ї армії Воронезького фронту
Пасюга Степан Артемович - (29 листопада 1862 — 1933) — український кобзар.
Рибалка Сергій Олександрович - нар. 1 квітня 1990, Ямне, Сумська область, УРСР, СРСР) — український футболіст, півзахисник клубу «Олександрія». Чемпіон Європи серед юнаків (U-19) 2009 року. Грав за збірну України.
Сапухін Павло Андрійович - (7 квітня 1893, с. Ямне — 10 серпня 1970 м. Суми) — педагог, краєзнавець-дослідник, відмінник народної освіти
Сапухіна Лада Павлівна - (13 березня 1936, смт Велика Писарівка Сумської області) — український історик, краєзнавець, музейник, заслужений працівник культури УРСР.
Середа Іван Михайлович - (8 травня 1905, смт Велика Писарівка  — †14 липня 1941, с. Строків )  — комендант 1-ї дільниці 94-го Сколівського прикордонного загону Українського прикордонного округу військ НКВС, капітан, Герой Радянського Союзу (1965).
Стельмах Володимир Семенович - (нар. 18 січня 1939, с. Олександрівка) — український банкір, політик, економіст,
Толдін Анатолій Андрійович - працював в Дослідному конструкторсько-технологічному бюро Інституту електрозварювання ім. Є.О. Патона Національної академії наук України

## Міста побратими
Корець — місто в Україні, центр Корецької громади Рівненського району Рівненської області.

## Економіка
Суб’єкти господарювання, котрі здійснюють підприємницьку діяльність на території Великописарівської селищної ради, представлені юридичними особами, фізичними особами-підприємцями з найманими працівниками та фізичними особами-підприємцями без найманих працівників.
В загальній структурі суб’єктів господарювання найбільшою є частка фізичних осіб-підприємців без найманих працівників – 56,3%, частки юридичних осіб та фізичних осіб-підприємців з найманими працівникамискладають відповідно 22,5% та 21,2%. В розрізі населених пунктів Великописарівської селищної ради найбільша кількість суб’єктів господарювання розташовані в селищі Велика Писарівка, а саме 28 одиниць юридичних та фізичних осіб з найманими працівниками та 52 одиниці фізичних осіб – підприємців без найманих працівників. При цьому в с. Пономаренки, с. Іздецьке, с. Шурове, с. Станичне, с. Дружба, с. Лукашівка, с. Стрілецька Пушкарка, с. Копійки відсутні суб’єкти господарювання.
За видами економічної діяльності у складі суб’єктів господарювання функціонують:
-     транспортні підприємства
-     житлово-комунальне господарство
-     підприємства сільського господарства
-     підприємства лісового господарства
-     державні установи
-     фізичні особи-підприємці
-     туристична сфера

## Соціальна сфера

### Освіта
У громаді станом на 01.01.2021 року функціонували 4 заклади загальної середньої освіти І-ІІІ ступенів (732 учні), один з яких спеціалізований і є опорним закладом з трьома філіями (Великописарівська СШ І-ІІІ ступенів - 600 учнів), Ямненська ЗОШ І-ІІІ ступенів (95 учнів) та 2 (Пожнянський – 40 учнів, Тарасівський НВК – 37 учнів) у складі НВК, 1 заклад загальної                                середньої освіти І-ІІ ступенів у складі Вільненського НВК (50 учнів). Закладів загальної середньої освіти І ступеня немає. Також на 01.01.2021 року здійснювали освітню діяльність 4 дошкільні заклади освіти, 2 позашкільні заклади освіти та ДЮСШ.
Суспільним дошкільним вихованням охоплено 247 (осіб) дошкільнят (1-6 років). Загальна кількість дошкільнят 379 (осіб) (0-6 років).
Підлягають охопленню різними видами харчування 822 учні, охоплено 761 учень. Учні початкових класів гарячим харчуванням забезпечені на 100%.
У 2020-2021 навчальному році підвезення до місця навчання потребували 243 учні, підвозиться 243 учні, підвезенням до місця навчання охоплено 100% учнів від потреби. Кількість педагогічних працівників у закладах освіти на 01.01.2021 рік – 202 та 153 технічного персоналу.
Рівень комп’ютеризації закладів освіти становить 60%. До мережі Інтернет підключено 5 закладів загальної середньої освіти та 3 філії, 4 дошкільні заклади освіти, 2 позашкільні заклади освіти та ДЮСШ, що становить 100% до потреби.
На території Великописарівської селищної ради функціонує 8 закладів, в яких виховуються діти дошкільного віку. Із них: 4 – заклади дошкільної освіти (дитячі садки та ясла садки); 3 – навчально-виховні комплекси та 1 заклад загальної середньої освіти (опорний), який має філії з дошкільними групами(всього 3, розміщені в сільській місцевості).
Аналіз забезпечення педагогічними кадрами свідчить про те, що педагогічну діяльність у 4 закладах дошкільної освіти та 4 закладах освіти здійснюють 30 педагогічних працівників. Усі вони своєчасно проходять курси підвищення кваліфікації та атестацію.
Організація навчально-виховного процесу у дошкільних навчальних закладах здійснюється відповідно до Закону України "Про дошкільну освіту".
Зміст дошкільної освіти в межах Базового компонента реалізується через програму «Дитина» та «Впевнений старт» для дітей старшого дошкільного віку та парціальними програмами.
На даний час комп’ютерною технікою забезпечені усі заклади, підключені до мережі Інтернет та мають свої WEB-сайти.
У Великописарівській селищній раді у 2020-2021 році здійснювали свою діяльність 5 закладів загальної середньої освіти, один з яких має статус опорного закладу. Загальна кількість учнів – 822 з них охоплено 333 учні гарячим харчуванням та 243 учні підвозяться шкільними автобусами. Станом на 16.03.2021 року за інклюзивною формою здобували освіту 5 дітей: у Великописарівській спеціалізованій школі І–ІІІ ступенів 3 дитини (2,4 9 класи), у Ямненській ЗОШ І-ІІІ ступенів 1 дитина (2 клас), в ЗДО «Оленка» 1 дитина. 3 дитини навчаються за індивідуальною формою навчання (педагогічний патронаж): Великописарівська спеціалізована школа – 1, Братеничанська філія – 1, Вільненський НВК – 1.
Культура

### Охорона здоров'я

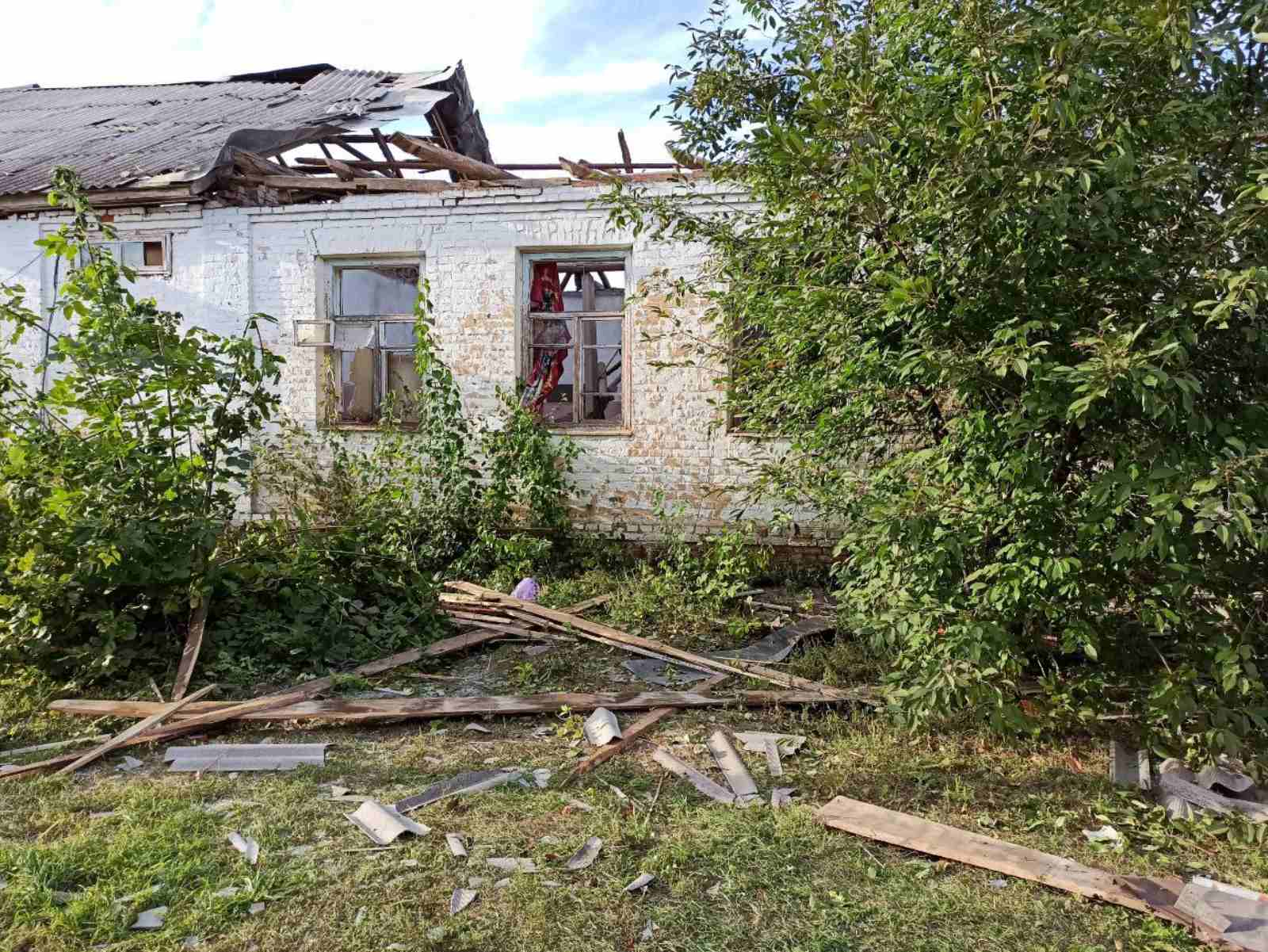
Будівля терапевтичного відділення після обстрілів

У громаді діє Комунальне некомерційне підприємство "Великописарівська лікарня". Будівля терапевтичного відділення лікарні зазнала руйнувань під час російського вторгнення 2022 року. Будівля, в якій було розташоване терапевтичне відділення, була побудована в 1949 році. Загальна площа 342,2 м². Терапевтичне відділення лікарні функціонувало в даному приміщенні з 1989 року по 2022 рік. Відділення було розраховане на 30 ліжок, мало 6 палат, в тому числі палати інтенсивної терапії. В терапевтичному відділенні працювало: 9 медичних працівників та 5 осіб обслуговуючого персоналу.

### Соціальний захист
Імплементація державної політики соціального захисту населення на місцевому рівні потребує адаптації діючих підходів до вимог та потреб пільгових категорій населення. На території Великописарівської селищної ради станом на 01.01.2021 рік проживає 271 особа пільгових категорій, з яких, найбільшу питому вагу складають особи з інвалідністю 57,2% (з них діти-інваліди майже 3,0%). Кількість осіб з особливими потребами в загальній структурі населення громади складає 2,6%. Частка дітей-сиріт та позбавлених батьківського піклування в загальній структурі пільгових категорій населення складає 1,8%. Відповідно, частка учасників ВВВ та прирівняних до них категорій та учасників АТО складає 24,4%, а частка внутрішньо-переміщених осіб – 16,6%. На території громади проживає шістдесят дві багатодітні сім’ї, п’ять з яких, мають п’ятеро та більше дітей, а дві сім’ї мають прийомних дітей.

### Культура
Народний етно-фольклорний колектив «Вечорниці» с. Тарасівка Великописарівської ОТГ Сумської області[1]
Народний етно-фольклорний колектив «Вечорниці» — самобутній аматорський колектив із Великописарівської громади Сумської області, який протягом понад 55 років займається збереженням, відтворенням та популяризацією української традиційної культури. Діяльність колективу спрямована на підтримку нематеріальної культурної спадщини Слобожанщини, зокрема через виконання автентичних українських народних пісень, обрядових дійств і побутових сценок.[1]
Історія та діяльність
Колектив був створений у 1960-х роках у селі Тарасівка, що входить до складу Великописарівської територіальної громади. Від самого початку ансамбль об’єднав місцевих мешканців, небайдужих до збереження українських пісенних традицій, фольклору та обрядовості.[1]
Протягом десятиліть «Вечорниці» виступали на районних, обласних та всеукраїнських культурних заходах, де неодноразово відзначались журі за високу виконавську майстерність, сценічну культуру та збереження автентики.[1]
Особливістю ансамблю є його міжпоколінне ядро: вік учасників колективу варіюється від 31 до 75 років, що сприяє безперервному переданню традицій та фольклорного репертуару від старших поколінь до молодших. Колектив активно використовує традиційні сценічні костюми, елементи яких датуються щонайменше 300-річною давністю.[1]
Офіційне визнання
2 жовтня 2023 року колективу було офіційно присвоєно звання «народний». Це відбулося згідно з Наказом Управління культури Сумської обласної державної адміністрації №53-ОД. Це звання стало визнанням багаторічної праці «Вечорниць» не лише на рівні громади, а й у масштабах області та країни.[1]
Участь у фестивалях і відзнаки
У червні 2024 року колектив взяв участь у Міжнародному фестивалі імені В. Іжевського, що проходив у місті Вінниця. Серед 60 учасників, включаючи 11 іноземних колективів, «Вечорниці» стали лауреатами ІІ ступеня.[1]
22 серпня 2024 року у місті Суми відбувся перший Всеукраїнський фестиваль-конкурс української пісні «Слобожанські переливи». Захід був організований громадською організацією «Україна єднає», Сумською обласною філармонією, Великописарівською селищною радою та Відділом освіти, культури та молоді Нижньосироватської селищної ради. Серед 23 колективів, які представляли різні регіони України, ансамбль «Вечорниці» виборов Гран-прі фестивалю.і.[1]

## Населені пункти
У складі громади 1 селище (Велика Писарівка) і 23 села:
- Братениця
- Вільне
- Дмитрівка
- Добрянське
- Дружба
- Їздецьке
- Копійки
- Лугівка
- Лукашівка
- Олександрівка
- Пожня
- Пономаренки
- Попівка
- Розсоші
- Сидорова Яруга
- Спірне
- Станичне
- Стрілецька Пушкарка
- Тарасівка
- Шевченкове
- Широкий Берег
- Шурове
- Ямне